# Richard C. Tolman
Richard Chace Tolman (West Newton, 4 de março de 1881 — Pasadena, 5 de setembro de 1948) foi um físico-matemático e físico-químico americano. Foi uma autoridade em mecânica estatística e fez contribuições fundamentais ao recente desenvolvimento da cosmologia, incluindo a teoria do universo oscilante. Foi professor de físico-química e física matemática no Instituto de Tecnologia da Califórnia.
Em sua honra, a seção do sul da California da Sociedade Química estadunidense entrega cada ano, desde 1960, a Medalha Tolman como reconhecimento a excepcionais contribuições no âmbito da química.

## Trabalhos de destaque
Tolman realizou em 1916, um experimento denominado “The Electromotive Force Produced by the Acceleration of Metals”, publicado na The Physical Review, Second Series, August, 1916 Vol. VIII., No. 2. Se experimento pode ser descrito da seguinte maneira, de acordo com Tolman: a passagem de uma corrente elétrica através de um metal consiste no progressivo movimento de elétrons livres contidos no corpo do metal. Se isto é verdade, se pode esperar um número de efeitos, devido à massa destes elétrons, como exemplo de tais efeitos, se poderia esperar que a parte traseira de um corpo metálico acelerado se faça mais negativa devido aos elétrons que se acumulam devido a esta aceleração e este efeito se deve apresentar em um disco metálico que gire e pela força centrífuga a periferia do disco se faça mais negativa. Este trabalho teve um antecedente nos experimentos de Colley em 1882 utilizando um eletrólito. De acordo a estes resultados se poderia perguntar ao leitor se fosse realizado o experimento na forma inversa, quer dizer, se fosse aplicado um pulso de energia elétrica ao corpo metálico se observariam efeitos devido à massa dos elétrons, traduzidos como uma força no corpo metálico.